# Mordella unilineata
Mordella unilineata es una especie de coleóptero de la familia Mordellidae.

## Distribución geográfica
Habita en  Argentina.